# إيزابيلا رامونا
إيزابيلا رامونا (بالبرتغالية: Isabela Ramona Lyra Macedo) مواليد 23 يناير 1994 في سلفادور، باهيا، هي لاعبة كرة سلة برازيلية. يبلغ طولها 5 قدم 10 بوصة (1.8 م). مثلت منتخب بلادها. شاركت في دورة الألعاب الأولمبية الصيفية سنة 2016.

## سجل المنافسة
شاركت في المنافسات التالية:
- الألعاب الأولمبية الصيفية 2016
- كأس العالم لكرة السلة للسيدات 2014

## روابط خارجية
- إيزابيلا رامونا على موقع الاتحاد الدولي لكرة السلة (الإنجليزية)
- إيزابيلا رامونا على موقع كرة السلة الأوروبية.كوم (الإنجليزية)
- إيزابيلا رامونا على موقع بروبوليرز (الإنجليزية)
- إيزابيلا رامونا على موقع سبورتس رفرنس (الإنجليزية)
- إيزابيلا رامونا على موقع أوليمبيديا (الإنجليزية)
- إيزابيلا رامونا على موقع اللجنة الأولمبية البرازيلية (البرتغالية)